# Palumbina
Palumbina é um género botânico pertencente à família das orquídeas (Orchidaceae).